# Louis Franchet d’Espérey
Louis Félix Marie François Franchet d’Espérey, född 1856, död 1942, var en fransk militär.
Franchet blev officer vid infanteriet 1876. Under sin första tid tjänstgjorde han främst i kolonierna och deltog bland annat i expeditioner mot Tonkin 1884. Han blev överste 1903, brigadgeneral (général de brigade) 23 mars 1908, generalmajor (général de division) 23 mars 1912 och marskalk av Frankrike (Maréchal de France) 19 februari 1921. 1913 utnämndes Franchet till chef för Första armékåren.
Under de första veckorna av första världskriget ledde han första armékåren i general Charles Lanrezacs Femte armé och visade sin skicklighet under slaget vid Charleroi 23 augusti samt vid den viktiga motattacken vid Guise sex dagar senare. Den 3 september efterträdde han Lanrezac som chef för 5:e armén och ledde den till seger i slaget vid Marne. Jämfört med sin företrädare kom Franchet d’Espérey betydligt bättre överens med sina brittiska grannar i BEF.
Franchet d’Espérey förespråkade i slutet av 1914 en offensiv på Balkan som alternativ till skyttegravskriget på västfronten men fick inte gehör hos överbefälhavaren Joseph Joffre. Han kvarstod på västfronten och i april 1916 fick Franchet befäl över Armégrupp Öst samt i december samma år Armégrupp Norr.
Hans karriär fick en nedgång då han inte lyckades stå emot den tyska våroffensiven 1918 och han förflyttades till Saloniki i Grekland där han tog befälet över Ententens trupper. 15 september inledde han en snabb offensiv därifrån som på två veckor slog Bulgarien ur kriget och fortsatte in i Ungern när kriget avslutades i november 1918.
Han visades därefter i Konstantinopel fram till i november 1920, och blev 1923 medlem av högsta krigsrådet.
Franchet d’Espérey var ledamot av Franska akademin från 1934.